# Tipula (Emodotipula) saginata
Tipula (Emodotipula) saginata is een tweevleugelige uit de familie langpootmuggen (Tipulidae). De soort komt voor in het Palearctisch gebied.